# Bryan Barberena
Bryan Barberena, (Montclair, 3 de maio de 1989) é um lutador profissional de artes marciais mistas que atualmente compete pelo UFC na categoria dos meio-médios.

## Início
Barberena nasceu em Montclair, California, mas cresceu em Rancho Cucamonga, onde ele se mudou com seus pais quando era criança. Ele estudou na Prescott High School quando se mudou para Arizona enquanto estava no primeiro ano do ensino médio (Shophomore year). Seu pai nasceu em Cali, Colombia e Bryan afirma que se sente tanto colombiano quanto americano. Ele leva ambas bandeiras para as lutas.

## Carreira no MMA

### Ultimate Fighting Championship
Barberena fez sua estreia no UFC em 13 de dezembro de 2014 contra Joe Ellenberger no UFC on Fox: dos Santos vs. Miocic.  Ele venceu por nocaute técnico no terceiro round.
Em sua segunda luta na organização, Barberena enfrentou Chad Laprise no UFC 186: Johnson vs. Horiguchi. Ele perdeu a luta por decisão unânime.  Ambos participantes foram premidos com o bônus de “Luta da Noite”.
Barberena enfrentou Sage Northcutt no UFC on Fox: Johnson vs. Bader. Barberena venceu por finalização no segundo round.
Barberena enfrentou Warlley Alves no UFC 198: Werdum vs. Miocic. Barberena venceu por decisão unânime.
Barberena em seguida enfrentou Colby Covington em 17 de dezembro de 2016 no UFC on Fox: VanZant vs. Waterson. Ele perdeu a luta por decisão unânime.
Barberena enfrentou Joe Proctor em 23 de abril de 2017 no UFC Fight Night: Swanson vs. Lobov. Ele venceu por nocaute técnico no primeiro round.
Barberena enfrentou Leon Edwards em 2 de setembro de 2017 no UFC Fight Night: Volkov vs. Struve. Ele perdeu por decisão unânime.
Barberena enfrentou Jake Ellenberger em 25 de agosto de 2018 no UFC Fight Night: Gaethje vs. Vick. Ele venceu por nocaute técnico no primeiro round.
Barberena enfrentou Vicente Luque em 17 de fevereiro de 2019 no UFC on ESPN: Ngannou vs. Velasquez. Ele perdeu por nocaute técnico no terceiro round. A luta rendeu a ambos lutadores o bônus de “Luta da Noite”.
Barberena enfrentou Randy Brown em 22 de junho de 2019 no UFC Fight Night: Moicano vs. Korean Zombie. Ele perdeu por nocaute técnico no terceiro round.

## Cartel no MMA
| Cartel no MMA   |             |            |
| 26 lutas        | 18 vitórias | 8 derrotas |
| Por nocaute     | 11          | 2          |
| Por finalização | 2           | 1          |
| Por decisão     | 5           | 5          |

| Res.    | Cartel | Oponente         | Método                              | Evento                                     | Data       | Round | Tempo | Local                        | Notas                    |
| ------- | ------ | ---------------- | ----------------------------------- | ------------------------------------------ | ---------- | ----- | ----- | ---------------------------- | ------------------------ |
| Vitória | 18–8   | Robbie Lawler    | Nocaute técnico (socos)             | UFC 276: Adesanya vs. Cannonier            | 02/07/2022 | 2     | 4:47  | Las Vegas, Nevada            |                          |
| Vitória | 17–8   | Matt Brown       | Decisão (dividida)                  | UFC on ESPN: Blaydes vs. Daukaus           | 26/03/2022 | 3     | 5:00  | Columbus, Ohio               | Luta da Noite.           |
| Vitória | 16-8   | Darian Weeks     | Decisão (unânime)                   | UFC on ESPN: Font vs. Aldo                 | 04/12/2021 | 3     | 5:00  | Las Vegas, Nevada            |                          |
| Derrota | 15–8   | Jason Witt       | Decisão (majoritária)               | UFC on ESPN: Hall vs. Strickland           | 31/07/2021 | 3     | 5:00  | Las Vegas, Nevada            | Luta da Noite.           |
| Vitória | 15-7   | Anthony Ivy      | Decisão (unânime)                   | UFC Fight Night: Waterson vs. Hill         | 12/09/2020 | 3     | 5:00  | Las Vegas, Nevada            |                          |
| Derrota | 14–7   | Randy Brown      | Nocaute técnico (socos)             | UFC Fight Night: Moicano vs. Korean Zombie | 22/06/2019 | 3     | 2:54  | Greenville, Carolina do Sul  |                          |
| Derrota | 14–6   | Vicente Luque    | Nocaute técnico (joelhada e socos)  | UFC on ESPN: Ngannou vs. Velasquez         | 17/02/2019 | 3     | 4:54  | Phoenix, Arizona             | Luta da Noite.           |
| Vitória | 14–5   | Jake Ellenberger | Nocaute técnico (socos)             | UFC Fight Night: Gaethje vs. Vick          | 25/08/2018 | 1     | 2:26  | Lincoln, Nebraska            |                          |
| Derrota | 13–5   | Leon Edwards     | Decisão (unânime)                   | UFC Fight Night: Volkov vs. Struve         | 02/09/2017 | 3     | 5:00  | Rotterdão                    |                          |
| Vitória | 13–4   | Joe Proctor      | Nocaute técnico (joelhadas e socos) | UFC Fight Night: Swanson vs. Lobov         | 22/04/2017 | 1     | 3:30  | Nashville, Tennessee         |                          |
| Derrota | 12–4   | Colby Covington  | Decisão (unânime)                   | UFC on Fox: VanZant vs. Waterson           | 17/12/2016 | 3     | 5:00  | Sacramento, California       |                          |
| Vitória | 12–3   | Warlley Alves    | Decisão (unânime)                   | UFC 198: Werdum vs. Miocic                 | 14/05/2016 | 3     | 5:00  | Curitiba                     |                          |
| Vitória | 11–3   | Sage Northcutt   | Finalização (triângulo de mão)      | UFC on Fox: Johnson vs. Bader              | 30/01/2016 | 2     | 3:06  | Newark, New Jersey           | Volta aos Meio-Médios.   |
| Derrota | 10–3   | Chad Laprise     | Decisão (unânime)                   | UFC 186: Johnson vs. Horiguchi             | 25/04/2015 | 3     | 5:00  | Montreal, Quebec             | Luta da Noite.           |
| Vitória | 10–2   | Joe Ellenberger  | Nocaute técnico (socos)             | UFC on Fox: dos Santos vs. Miocic          | 13/12/2014 | 3     | 3:24  | Phoenix, Arizona             | Estreia nos Leves.       |
| Vitória | 9–2    | Eric Moon        | Nocaute técnico (socos)             | KOTC: Radar Lock                           | 22/02/2014 | 1     | 4:07  | Scottsdale, Arizona          |                          |
| Vitória | 8–2    | Damien Hill      | Finalização (mata-leão)             | Dakota FC 17: Winter Brawl 2014            | 11/01/2014 | 3     | 2:17  | Fargo, Dakota do Norte       |                          |
| Vitória | 7–2    | Marcos Marquez   | Nocaute técnico (socos)             | Dakota FC 16: Fall Brawl 2013              | 28/08/2013 | 3     | 3:43  | Fargo, Dakota do Norte       |                          |
| Vitória | 6–2    | Dane Sayers      | Decisão (unânime)                   | Dakota FC 13: Coming Home                  | 13/10/2012 | 5     | 5:00  | Grand Forks, Dakota do Norte |                          |
| Vitória | 5–2    | Vernon Harrison  | Nocaute técnico (socos)             | Crowbar MMA: Rumble at the Fair            | 25/06/2011 | 2     | 4:00  | Grand Forks, Dakota do Norte |                          |
| Vitória | 4–2    | Garrett Olson    | Nocaute técnico (socos)             | KOTC: Mainstream                           | 29/10/2010 | 2     | 4:24  | Morton, Minnesota            |                          |
| Derrota | 3–2    | Tyler Klejeski   | Decisão (unânime)                   | Cage Fighting Xtreme                       | 15/05/2010 | 3     | 5:00  | Red Lake, Minnesota          |                          |
| Vitória | 3–1    | David Barnett    | Nocaute (socos)                     | KOTC: Uppercut                             | 13/03/2010 | 1     | 2:25  | Laughlin, Nevada             |                          |
| Derrota | 2–1    | Derek Smith      | Finalização (chave de braço)        | KOTC: Offensive Strategy                   | 06/02/2010 | 3     | 2:55  | Walker, Minnesota            |                          |
| Vitória | 2–0    | Dave Alvarez     | Nocaute técnico (socos)             | The Cage Inc.: Battle at the Border 3      | 19/12/2009 | 2     | 1:41  | Hankinson, Dakota do Norte   |                          |
| Vitória | 1–0    | Dirk Thiedeman   | Nocaute (socos)                     | Dakota FC 12                               | 10/10/2009 | 1     | 2:20  | Fargo, Dakota do Norte       | Estreia nos Meio-Médios. |